# Roger Gaignard
Roger Gaignard (ur. 13 kwietnia 1933 w Paryżu) – francuski kolarz torowy, dwukrotny medalista mistrzostw świata.

## Kariera
Pierwsze sukcesy w karierze Roger Gaignard osiągnął w 1954 roku, kiedy zdobył brązowy medal w sprincie indywidualnym amatorów podczas mistrzostw świata w Kolonii. W zawodach tych wyprzedzili go jedynie Brytyjczyk Cyril Peacock i Australijczyk John Tresidder. Wynik ten Francuz powtórzył na rozgrywanych trzy lata później mistrzostwach świata w Liège, gdzie uległ tylko dwóm Holendrom: Janowi Derksenowi i Ariemu van Vlietowi. Wielokrotnie zdobywał medale torowych mistrzostw kraju, w tym sześć złotych, nigdy jednak nie wystąpił na igrzyskach olimpijskich.